# Pseudouroplectes lalyae
Espèce
Pseudouroplectes lalyae est une espèce de scorpions de la famille des Buthidae.

## Distribution
Cette espèce est endémique de la région d'Atsimo-Andrefana à Madagascar. Elle se rencontre vers Ifaty et Tsifota.

## Description
Le mâle holotype mesure 20,57 mm.

## Étymologie
Cette espèce est nommée en l'honneur de Laly Ythier, la fille d'Éric Ythier.

## Publication originale
- Lourenço & Ythier, 2010 : « Another new species of Pseudouroplectes Lourenço, 1995 from Madagascar (Scorpiones, Buthidae). » ZooKeys, no 48, p. 1-9 (texte intégral).